# Helvetia (société d'étudiants)
Pour les articles homonymes, voir Helvetia (homonymie).
La Société d'étudiants Helvétia (allemand : Schweizerische Studentenverbindung Helvetia) est une société d'étudiants créée en 1832. Elle est issue d'une scission avec la société d'étudiants de Zofingue. Elle compterait aujourd'hui environ 100 membres actifs et plusieurs centaines d'Anciens. Elle possède des sections actives à Lausanne, Berne, Zurich, Bâle et Genève.
La devise de l'Helvétia est : Patrie, Amitié, Progrès. Ses membres portent un sautoir aux couleurs amarante-blanc-amarante et une casquette amarante. Les sections de Bâle, Zurich et Berne pratiquent la Mensur. La Société d'étudiants Helvétia est une société à vie, masculine, apolitique et aconfessionnelle. Les séances officielles de la Société d'étudiants Helvétia sont interdites aux non-membres.

## Histoire

### Origines et développement
La société d'étudiants Helvétia est une des descendantes directes des nationes du Moyen Âge, groupes qui regroupaient dans les premières universités les étudiants originaires de la même région, et des Landmannschaften allemandes du XVIe siècle. Suivant la fondation  en 1817 de la Deutsche Burschenschaft, animée par les idéaux patriotiques et nationalistes et qui voulait créer une Allemagne unie, la Société de Zofingue est fondée en 1819 avec pour but de réunir l'ensemble des étudiants suisses et d'œuvrer pour le rapprochement des cantons et la création d'une "nation suisse". Mais le conservatisme de Zofingue ainsi que l'action de certaines de ses sections lors des troubles de Bâle (où les Zofingiens prennent le parti de la ville contre la campagne) et de Neuchâtel (où ils combattent au côté des royalistes) pousse certains étudiants proches du parti radical, qui venait de se créer à la gauche du parti libéral, à quitter Zofingue. Réunis les 11 et 12 juin 1832 à Hitzkirch, ils fondent l'Helvétia.
La jeune société Helvétia connaît des débuts difficiles tout en rencontrant de grandes sympathies auprès des sections zofingiennes de Lausanne, Berne, Saint-Gall et Soleure. Une section de l'Helvétia fut fondée en 1832 à Berne, puis l'année suivante à Aarau. Toutefois, les sections de Zurich et Aarau sont dissoutes sur ordres des autorités en 1835. Celle de Soleure est interdite en 1836. Il ne reste dès lors que la section de Berne, radicale, laquelle demeure isolée jusqu'en 1849.
Après la victoire des cantons progressistes sur le Sonderbund et la montée en puissance des radicaux, de nouvelles discussions ont lieu au sein de Zofingue. Elles aboutissent à la création de la Nouvelle-Zofingue, sous l'impulsion des sections d'Aarau, Berne et Soleure. La nouvelle société prospère rapidement et compte jusqu'à 14 sections, dont Zurich et Saint-Gall. Le 6 juin 1848, 7 étudiants fondent la section lausannoise de la Nouvelle-Zofingue. L'année suivante est créée la section genevoise.
En septembre 1849, la Nouvelle-Zofingue adopte le nom d'Helvétia, contre l'avis de l'ancienne section helvétienne de Berne avec laquelle une union avait été proposée. Par réaction, cette section se rebaptise alors Alt-Helvetia. En septembre 1850, l'Helvétia tient sa première fête centrale à Langenthal. De nouvelles couleurs y sont choisies : rouge, blanc et or, pour remplacer les couleurs or, rouge et vert de la République helvétique adoptées en 1834. La devise devient « Patrie, Amitié, Progrès », plus en adéquation avec les idées radicales à la base de la société. À cette époque, l'Helvétia compte 11 sections : Aarau, Bâle, Berne, Coire, Fribourg, Genève, Lausanne, Lucerne, Saint-Gall, Soleure et Zurich. Les villes de Neuchâtel, Lugano et même Munich ont également accueilli des sections qui n'ont vécu toutefois que quelques semestres.

### La deuxième moitié duXIXesiècle
Avec la pérennisation de l'État fédéral, les différences entre Zofingiens et Helvétiens s'estompent et l'idée d'une fusion est proposée par les sections zurichoises des deux sociétés en 1855. Si certaines sections helvétiennes refusent la fusion et stoppent leurs activités, le mariage est consommé et la société fusionnée adopte le nom de Nouvelle-Zofingue. Cependant, rapidement, des tensions renaissent entre les anciens Helvétiens et les anciens Zofingiens. Ainsi, en 1857, soit à peine deux ans après la fusion, les deux sociétés renaissent de leurs cendres. L'Helvétia se compose alors de trois sections : Lausanne, Aarau et Berne (cette dernière est issue de l'Alt-Helvetia de 1832 qui avait repris le nom d'Helvetia lors de la fusion de 1855). Durant le reste du siècle, les différentes sections de l'Helvétia connaissent de nombreuses reconstitutions, suspensions et refondations.
En 1874, les idéaux helvétiens triomphent au niveau suisse lors-qu’est adoptée la nouvelle constitution fédérale. En 1890, c'est sous l'impulsion d'un Ancien Helvétien, Louis Ruchonnet, alors conseiller fédéral, que l'Académie de Lausanne est transformée en université. Durant cette période, de nombreux conseillers fédéraux sont d'ailleurs issus des différentes sections de l'Helvétia.

### DuXXesiècleà aujourd'hui
De 1854 à 1928 puis de 1940 à 1954, il y a toujours eu au moins un conseiller fédéral helvétien. Le dernier conseiller fédéral helvétien en date, Rodolphe Rubattel, issu de la section lausannoise, est élu en 1947 et demeure au sommet de l'État jusqu'en 1954.
Après un certain nombre de disparitions et de reconstitutions, la section genevoise de l'Helvétia est refondée en 1971, notamment grâce à la participation de certains Helvétiens vaudois. En 1982 a lieu la fête des 150 ans de l'Helvétia.
Aujourd'hui, les sections actives de l'Helvétia sont Bâle, Berne, Genève, Lausanne et Zürich.

## Éléments caractéristiques
Le sigle (Zirkel) de l'Helvétia est un mélange calligraphique des lettres, V, C, F et H, signifiant « Vivat Crescat Floreat Helvetia ! » (« que vive, croisse et fleurisse l'Helvétia ! »)
La devise de la société est en français : « Patrie, Amitié, Progrès ». Ses couleurs (de) sont amarante-blanc-amarante avec un liseré argenté.

## Helvétiens célèbres
- Marcel Bezençon (1907-1981), homme de radio et fondateur de l'Eurovision.
- Eugen Bircher (1882-1956), médecin et divisionnaire.
- Sepp Blatter (1936), président de la FIFA de 1998 à 2015.
- Eugène Borel (1835-1892), conseiller fédéral de 1873 à 1875.
- Ernst Brenner (1856-1911), conseiller fédéral de 1897 à 1911.
- Samuel Chevalier (1906-1969), écrivain et journaliste radiophonique, auteur du Quart d'Heure vaudois.
- Ernest Chuard (1857-1942), conseiller fédéral de 1919 à 1928.
- Camille Decoppet (1862-1925), conseiller fédéral de 1912 à 1919.
- Adolf Deucher (1831-1912), conseiller fédéral de 1883 à 1912.
- Henri Druey (1799-1855), conseiller fédéral de 1848 à 1855, membre honoraire.
- Jakob Dubs (1822-1879), conseiller fédéral de 1861 à 1879.
- Élie Ducommun (1833-1906), journaliste, prix Nobel de la Paix.
- James Fazy (1794-1878), conseiller aux États, conseiller national et conseiller d'État genevois, auteur de la Constitution genevoise de 1847, fondateur du Journal de Genève, membre honoraire.
- Kurt Fluri (1955), maire de Soleure, conseiller national.
- Constant Fornerod (1819-1899), conseiller fédéral de 1855 à 1867, membre honoraire.
- Stefano Franscini (1796-1857), conseiller fédéral de 1848 à 1857, membre honoraire.
- Emil Frey (1838-1922), conseiller fédéral de 1891 à 1897, membre honoraire.
- Peter Gerber (1923-2012), conseiller aux États.
- Micha Grin (1921), enseignant, écrivain, journaliste et poète.
- Lorenz Hess (1961), conseiller national.
- Josef Knüsel (1813-1865), conseiller fédéral de 1855 à 1875.
- Adrien Lachenal (1849-1918), conseiller fédéral de 1893 à 1900, membre honoraire.
- Ferdinand Lecomte (1826-1899), historien, chroniqueur militaire et colonel.
- Maurice Lugeon (1870-1953), géologue, recteur de l'Université de Lausanne de 1918 à 1920.
- Franz Luterbacher (1918-2007), président de Brown, Boveri & Cie (BBC) de 1970 à 1985.
- Eduard Müller (1848-1919), conseiller fédéral de 1895 à 1897 et de 1911 à 1919.
- Philippe Pidoux (1943), conseiller d'État vaudois, vice-président de la Banque nationale suisse.
- Édouard Rod (1857-1910), écrivain, auteur de très nombreux romans psychologiques.
- Rodolphe Rubattel (1896-1961), conseiller fédéral de 1947 à 1954.
- César Roux (1847-1934), pionnier de la chirurgie moderne en Suisse.
- Marc-Emile Ruchet (1853-1912), conseiller fédéral de 1899 à 1912.
- Louis Ruchonnet (1834-1893), conseiller fédéral de 1881 à 1893.
- Eugène Ruffy (1854-1919), conseiller fédéral de 1893 à 1899.
- Karl Schenk (1823-1895), conseiller fédéral de 1863 à 1895.
- Jakob Stämpfli (1820-1879), conseiller fédéral de 1854 à 1863.
- Walther Stampfli (1884-1965), conseiller fédéral de 1940 à 1947.

### Sources
- Fonds : Société d'étudiants Helvétia section vaudoise (1819 - 1999) [16,75 mètres linéaires].  Cote : CH-000053-1 P Helvétia. Archives cantonales vaudoises (présentation en ligne).
- Fonds : Société d'étudiants Helvétia section vaudoise (1887 - 2003) [7,30 mètres linéaires].  Cote : CH-000053-1 PP 760. Archives cantonales vaudoises (présentation en ligne).